# Following Sea
Following Sea is een album van de Belgische rockgroep dEUS. Dit achtste album van de groep verscheen op 1 juni 2012. Het werd totaal onverwacht en zonder enige aankondiging uitgebracht via iTunes. Een week later verscheen de plaat ook op cd en vinyl.
De eerste single uit de plaat was Quatre Mains en verscheen eveneens op 1 juni 2012.

## Tracklist
1. Quatre Mains
2. Sirens
3. Hidden Wounds
4. Girls Keep Drinking
5. Nothings
6. The Soft Fall
7. Crazy About You
8. The Give Up Gene
9. Fire Up the Google Beast Algorithm
10. One Thing About Waves

## Trivia
- Quatre Mains is het eerste Franstalige dEUS lied dat ooit op CD is verschenen.

- In Sirens zitten Spaanse invloeden (handgeklap).

- Hidden Wounds gaat over trauma's die soldaten hebben opgelopen tijdens de oorlog. De tekst is gebaseerd op een artikel dat in de Britse krant The Guardian was verschenen.

## Hitnoteringen

### NederlandseAlbum Top 100
| Hitnotering: 09-06-2012 t/m | Hitnotering: 09-06-2012 t/m | Hitnotering: 09-06-2012 t/m | Hitnotering: 09-06-2012 t/m | Hitnotering: 09-06-2012 t/m | Hitnotering: 09-06-2012 t/m | Hitnotering: 09-06-2012 t/m | Hitnotering: 09-06-2012 t/m | Hitnotering: 09-06-2012 t/m | Hitnotering: 09-06-2012 t/m | Hitnotering: 09-06-2012 t/m | Hitnotering: 09-06-2012 t/m | Hitnotering: 09-06-2012 t/m | Hitnotering: 09-06-2012 t/m | Hitnotering: 09-06-2012 t/m | Hitnotering: 09-06-2012 t/m | Hitnotering: 09-06-2012 t/m | Hitnotering: 09-06-2012 t/m | Hitnotering: 09-06-2012 t/m | Hitnotering: 09-06-2012 t/m | Hitnotering: 09-06-2012 t/m |
| Week:                       | 1                           | 2                           | 3                           | 4                           | 5                           | 6                           | 7                           | 8                           | 9                           | 10                          | 11                          | 12                          | 13                          | 14                          | 15                          | 16                          | 17                          | 18                          | 19                          | 20                          |
| --------------------------- | --------------------------- | --------------------------- | --------------------------- | --------------------------- | --------------------------- | --------------------------- | --------------------------- | --------------------------- | --------------------------- | --------------------------- | --------------------------- | --------------------------- | --------------------------- | --------------------------- | --------------------------- | --------------------------- | --------------------------- | --------------------------- | --------------------------- | --------------------------- |
| Positie:                    | 7                           | 7                           | 19                          | 23                          | 24                          | 47                          | 57                          | 42                          | 69                          | 60                          | 66                          |                             |                             |                             |                             |                             |                             |                             |                             |                             |

### VlaamseUltratop 200Albums
| Hitnotering: 09-06-2012 t/m | Hitnotering: 09-06-2012 t/m | Hitnotering: 09-06-2012 t/m | Hitnotering: 09-06-2012 t/m | Hitnotering: 09-06-2012 t/m | Hitnotering: 09-06-2012 t/m | Hitnotering: 09-06-2012 t/m | Hitnotering: 09-06-2012 t/m | Hitnotering: 09-06-2012 t/m | Hitnotering: 09-06-2012 t/m | Hitnotering: 09-06-2012 t/m | Hitnotering: 09-06-2012 t/m | Hitnotering: 09-06-2012 t/m | Hitnotering: 09-06-2012 t/m | Hitnotering: 09-06-2012 t/m | Hitnotering: 09-06-2012 t/m | Hitnotering: 09-06-2012 t/m | Hitnotering: 09-06-2012 t/m | Hitnotering: 09-06-2012 t/m | Hitnotering: 09-06-2012 t/m | Hitnotering: 09-06-2012 t/m |
| Week:                       | 1                           | 2                           | 3                           | 4                           | 5                           | 6                           | 7                           | 8                           | 9                           | 10                          | 11                          | 12                          | 13                          | 14                          | 15                          | 16                          | 17                          | 18                          | 19                          | 20                          |
| --------------------------- | --------------------------- | --------------------------- | --------------------------- | --------------------------- | --------------------------- | --------------------------- | --------------------------- | --------------------------- | --------------------------- | --------------------------- | --------------------------- | --------------------------- | --------------------------- | --------------------------- | --------------------------- | --------------------------- | --------------------------- | --------------------------- | --------------------------- | --------------------------- |
| Positie:                    | 1                           | 1                           | 1                           | 1                           | 3                           | 3                           | 2                           | 3                           | 3                           | 7                           | 7                           | 12                          | 12                          | 16                          | 23                          | 20                          | 38                          | 36                          | 46                          | 54                          |
| Week:                       | 21                          | 22                          | 23                          | 24                          | 25                          | 26                          | 27                          | 28                          | 29                          | 30                          | 31                          | 32                          | 33                          | 34                          | 35                          | 36                          | 37                          | 38                          | 39                          | 40                          |
| Positie:                    | 47                          | 54                          | 51                          | 71                          | 81                          | 78                          | 91                          | 72                          | 75                          | 65                          | 69                          | 51                          | 84                          | 78                          | 93                          | 99                          | 90                          | 123                         | 165                         | 165                         |